# Murexid-Reaktion
Die Murexid-Reaktion ist eine chemische Nachweisreaktion auf Purin, Harnsäure, Xanthin und von ihnen abgeleitete chemische Verbindungen wie Coffein, Theophyllin und Theobromin. Als Endprodukt der Reaktion entsteht das im alkalischen Milieu tiefviolett gefärbte Ammoniumsalz der Purpursäure, das Murexid, bzw. seine N-methylierten Derivate.

## Durchführung
Die Nachweisreaktion wird üblicherweise in einer kleinen Porzellanschale durchgeführt. Als Reagenzien werden 30%ige Wasserstoffperoxidlösung in Verbindung mit konzentrierter Salzsäure zur Substanzprobe gegeben und eingedampft. Der Rückstand zeigt nach Aufnahme mit wässriger ammoniakalischer Lösung eine violette Farbe. Durch Verwendung von Salpetersäure anstelle von Wasserstoffperoxid und Salzsäure kann die Selektivität der Reaktion verändert werden.

## Reaktionsablauf

Mechanismus der Murexidreaktion. Für Einzelheiten bitte Text beachten.

Harnsäure (1) wird mit Wasserstoffperoxid und Salzsäure zu verschiedenen Produkten oxidiert, darunter Parabansäure (2) und Alloxan (3). Gleichzeitig wird durch die Reagenzien Harnsäure zu Pseudoharnsäure  (4) hydrolysiert, die dann zu Uramil (5) zerfällt. Uramil und Alloxan kondensieren zu Purpursäure (6), die unter Zugabe von Ammoniak zum intensiv gefärbten Murexid (7) reagiert. Bei Verwendung von methylierten Xanthinen werden die entsprechend methylierten Derivate des Murexids gebildet.